# سیارک ۶۵۲۶
سیارک ۶۵۲۶ (به انگلیسی: 6526 Matogawa، نامگذاری:1992TY) شش هزار و پانصد و بیست و ششمین سیارک کشف شده‌است که در ۱ اکتبر ۱۹۹۲ کشف شد.
قدر مطلق سیارک برابر ۱۳٫۸۰ است.